# تپه پیغانچ (سراب)
تپه پیغانچ (سراب) در شهرستان اسدآباد، بخش مرکزی، روستای پیغانج واقع شده و این اثر در تاریخ ۲۵ اسفند ۱۳۷۹ با شمارهٔ ثبت ۳۲۴۵ به‌عنوان یکی از آثار ملی ایران به ثبت رسیده است.